# Tikkasenjärvi
Tikkasenjärvi är en sumpmark i Finland. Den ligger i Muhos i landskapet Norra Österbotten, i den centrala delen av landet, 500 km norr om huvudstaden Helsingfors.